# Alexis Masbou
Alexis Masbou (Albi, 2 de junio de 1987) es un motociclista francés. Actualmente monta una YZF-R1 de Yamaha en la Copa Mundial Endurance FIM.

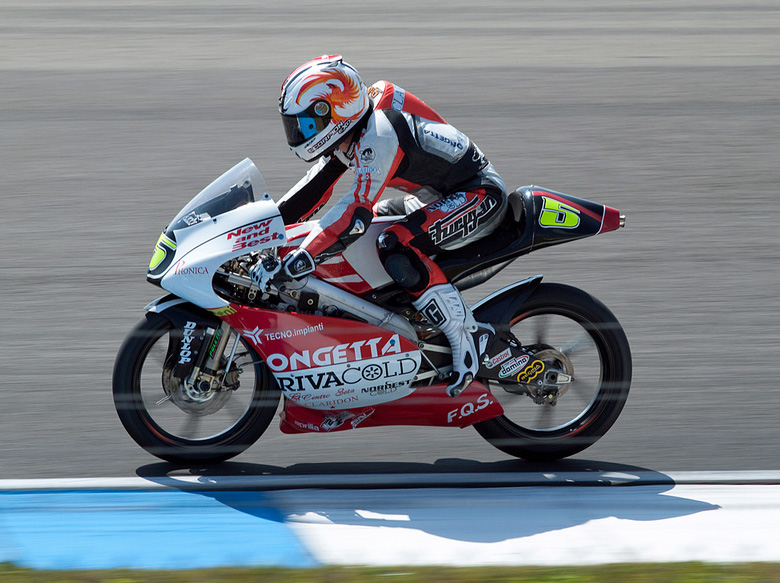
Alexis Masbou en Assen, 2010

## Carrera

### Carreras nacionales
Masbou nació en Albi. Antes de llegar al campeonato del mundo, se unió a la escuela francesa de motorsport. Comenzó a competir en la clase de francés de 50cc en 2001. Desde 2002 subió a la clase nacional de 125cc. Fue muy exitoso y parecía ser la próxima revelación francesa. En 2003 hizo su debut en el Wild Card en el GP de Le Mans. En 2004 se convirtió en el campeón nacional de 125cc y estaba listo para desafiar a los pilotos del Campeonato del Mundo.

### Carrera en el campeonato mundial
En 2005 firmó para el equipo Ajo Moto Honda para competir en la categoría de 125cc, junto con el japonés Tomoyoshi Koyama. Masbou tuvo una buena temporada de debut, con un mejor resultado de la quinta posición en el holandés TT, habiendo corrido en el grupo líder en todas partes. Para 2006 montó un Malaguti fuera de moda, con poco éxito. En 2007 volvió a competir con Honda, terminando 21º en general los mejores resultados fueron dos décimos lugares. Para 2008 se unió al nuevo equipo de Loncin, luchando por hacer de esta moto competitiva y anotando cuatro puntos. Para 2009 se unió en el equipo de Loncin por Koyama.
En el Gran Premio de la República Checa de 2014, Masbou logró su primera victoria en el Campeonato del Mundo después de haber prevalecido en una batalla de 17 pilotos, manteniendo a Enea Bastianini y Danny Kent en la última vuelta.
Masbou obtuvo otra victoria En 2015 Qatar motocicleta Grand Prix.
Masbou todavía se mantuvo con el equipo para la temporada 2016, pero el equipo utilizará recientemente Peugeot MGP3O. Después de no haber marcado un solo punto en nueve carreras, fue sustituido por Albert Arenas antes del Gran Premio de Austria.
No será elegible para competir en Moto3 en 2017 debido al límite de edad.

## Estadísticas de carreras

### Campeonato del Mundo de Motociclismo

#### Carreras por año
(Carreras en Negro indican pole position, Carreras en italics indican vuelta rápida)
| Año  | Clase | Moto      | 1       | 2       | 3       | 4       | 5       | 6       | 7       | 8       | 9       | 10      | 11      | 12      | 13      | 14      | 15      | 16      | 17     | 18     | Pos. | Pts |
| ---- | ----- | --------- | ------- | ------- | ------- | ------- | ------- | ------- | ------- | ------- | ------- | ------- | ------- | ------- | ------- | ------- | ------- | ------- | ------ | ------ | ---- | --- |
| 2003 | 125cc | Honda     | JPN -   | RSA -   | SPA -   | FRA Ret | ITA -   | CAT -   | NED -   | GBR -   | GER -   | CZE -   | POR -   | BRA -   | PAC -   | MAL -   | AUS -   | VAL -   |        |        | NC   | 0   |
| 2004 | 125cc | Honda     | RSA -   | SPA -   | FRA Ret | ITA -   | CAT -   | NED -   | BRA -   | GER -   | GBR -   | CZE -   | POR -   | JPN -   | QAT -   | MAL -   | AUS -   | VAL -   |        |        | NC   | 0   |
| 2005 | 125cc | Honda     | SPA Ret | POR 13  | CHN 21  | FRA Ret | ITA 10  | CAT Ret | NED 5   | GBR Ret | GER DSQ | CZE Ret | JPN 20  | MAL 14  | QAT 20  | AUS 10  | TUR Ret | VAL Ret |        |        | 18th | 28  |
| 2006 | 125cc | Malaguti  | SPA DNS | QAT DNS | TUR 20  | CHN Ret | FRA 29  | ITA Ret | CAT Ret | NED Ret | GBR -   | GER 25  | CZE 23  | MAL DNS | AUS -   | JPN -   | POR -   | VAL -   |        |        | NC   | 0   |
| 2007 | 125cc | Honda     | QAT 10  | SPA Ret | TUR Ret | CHN 13  | FRA 12  | ITA Ret | CAT 16  | GBR 19  | NED 16  | GER 19  | CZE 14  | RSM 21  | POR 14  | JPN 21  | AUS Ret | MAL 10  | VAL 14 |        | 21st | 25  |
| 2008 | 125cc | Loncin    | QAT Ret | SPA 21  | POR 20  | CHN Ret | FRA 15  | ITA 27  | CAT Ret | GBR Ret | NED 23  | GER 20  | CZE 26  | RSM Ret | IND 26  | JPN 15  | AUS Ret | MAL Ret | VAL 14 |        | 28th | 4   |
| 2009 | 125cc | Loncin    | QAT 26  | JPN 21  | SPA Ret | FRA Ret | ITA Ret | CAT Ret | NED Ret | GER Ret | GBR Ret | CZE 24  | IND Ret | RSM -   | POR -   | AUS -   | MAL -   | VAL -   |        |        | NC   | 0   |
| 2010 | 125cc | Aprilia   | QAT 10  | SPA 9   | FRA 16  | ITA 12  | GBR Ret | NED Ret | CAT Ret | GER 13  | CZE Ret | IND DNS | RSM Ret | ARA -   | JPN -   | MAL -   | AUS -   | POR -   | VAL -  |        | 20th | 20  |
| 2011 | 125cc | Aprilia   | QAT -   | SPA -   | POR -   | FRA 15  |         |         |         |         |         |         |         |         |         |         |         |         |        |        | 22nd | 18  |
| 2011 | 125cc | KTM       |         |         |         |         | CAT 14  | GBR 14  | NED 11  | ITA 16  | GER 26  | CZE Ret | IND 14  | RSM 20  | ARA Ret | JPN Ret | AUS 14  | MAL 12  | VAL 22 |        | 22nd | 18  |
| 2012 | Moto3 | Honda     | QAT Ret | SPA 5   | POR 9   | FRA Ret | CAT 5   | GBR 4   | NED 7   | GER 2   | ITA 12  | IND 10  | CZE 16  | RSM -   | ARA -   | JPN -   | MAL -   | AUS -   | VAL -  |        | 13th | 81  |
| 2013 | Moto3 | FTR Honda | QAT 14  | AME 8   | SPA 10  | FRA 9   | ITA 12  | CAT 8   | NED 9   | GER DNS | IND 12  | CZE 6   | GBR 8   | RSM Ret | ARA 11  | MAL 7   | AUS 10  | JPN Ret | VAL 6  |        | 8th  | 94  |
| 2014 | Moto3 | Honda     | QAT 7   | AME 6   | ARG 11  | SPA 12  | FRA 9   | ITA 6   | CAT 11  | NED 4   | GER 3   | IND 4   | CZE 1   | GBR 8   | RSM 7   | ARA 10  | JPN Ret | AUS 6   | MAL 6  | VAL 12 | 6th  | 164 |
| 2015 | Moto3 | Honda     | QAT 1   | AME 16  | ARG Ret | SPA 15  | FRA Ret | ITA 9   | CAT 18  | NED Ret | GER 8   | IND 32  | CZE Ret | GBR 11  | RSM 7   | ARA 8   | JPN Ret | AUS 9   | MAL 9  | VAL 15 | 13th | 78  |
| 2016 | Moto3 | Peugeot   | QAT 24  | ARG 21  | AME 16  | SPA Ret | FRA 19  | ITA Ret | CAT Ret | NED Ret | GER 16  | AUT -   | CZE -   | GBR -   | RSM -   | ARA -   | JPN -   | AUS -   | MAL -  | VAL -  | NC   | 0   |

### Copa Mundial de Resistencia FIM

#### Por temporada
| Temp.   | Cat. | Moto   | Equipo       | Carreras | Victorias | Podios | Poles | V.Rap. | Pts | Pos |
| ------- | ---- | ------ | ------------ | -------- | --------- | ------ | ----- | ------ | --- | --- |
| 2016-17 | SST  | Yamaha | MOTO AIN CRT | 4        | 2         | 3      | 0     | 0      | 65  | 2º  |
| Total   |      |        |              | 4        | 2         | 3      | 0     | 0      | 65  |     |

#### Carreras Por Año
(Carreras en Negro indican pole position, Carreras en italics indican vuelta rápida)
| Temp.   | Cat. | Moto   | 1                | 2                | 3                | 4                 | 5   | Pos | Pts |
| ------- | ---- | ------ | ---------------- | ---------------- | ---------------- | ----------------- | --- | --- | --- |
| 2016-17 | SST  | Yamaha | BDO Gral:6 Cls:1 | LMS Gral:7 Cls:2 | OSC Gral:6 Cls:1 | SLR Gral:19 Cls:9 | SUZ | 2º  | 65  |